# Begraafplaats van Neufchâtel
De Begraafplaats van Neufchâtel is een gemeentelijke begraafplaats in de Franse gemeente Neufchâtel-Hardelot in het departement Pas-de-Calais. De begraafplaats ligt net buiten het dorpscentrum van Neufchâtel, zo'n halve kilometer ten zuidoosten van de kerk en het oude kerkhof van Neufchâtel.

## Britse oorlogsgraven
Op de begraafplaats bevindt zich een Brits militair perk met gesneuvelden uit de Tweede Wereldoorlog. Het perk telt 9 graven, waarvan 5 niet geïdentificeerd konden worden. Bij de 4 geïdentificeerden zijn er 3 Britten en 1 Canadees. De graven worden onderhouden door de Commonwealth War Graves Commission.
De begraafplaats is bij de CWGC geregistreerd als Neufchatel-Hardelot (Neufchatel) New Communal Cemetery.
Op het oude kerkhof van Neufchâtel bevinden zich Britse oorlogsgraven uit de Eerste Wereldoorlog.